# شگ‌ماهیان ژرفازی
شگ‌ماهیان ژرفازی (نام علمی: Bathyclupeidae) نام یک تیره از زیرراسته سوف‌ماهی‌شکلیان است.